# April (Band)
April ist eine finnische Rockband, die 2004 in Helsinki gegründet wurde.

## Bandgeschichte
Die Band wurde 2004 von MikkoM (aka Machinegun) (Gitarre), Mikko Huovila (Schlagzeug), Jaakko Pulkki (Gesang, Bass), Hakim Hietikko (Gesang) und J. Fatal (Gitarre) gegründet. Sie erhielt 2006 einen Vertrag bei Season of Mist und Spinefarm Records. Noch vor Veröffentlichung des Debütalbums spielte sie eine Supportour für Bullet for My Valentine. Die Arbeiten am Album selbst begannen kurz nach Vertragsunterzeichnung. Produzent war Tero Kinnunen, der bereits mit Nightwish zusammenarbeitete.
Bereits ein Jahr später folgte mit Anthems for the Rejected ihr zweites Studioalbum, ebenfalls über Spinefarm veröffentlicht. Als Produzenten wurden diesmal Pelle Henricsson und Eskil Lövström engagiert, die schon mit In Flames, Refused und Poison the Well zusammenarbeiteten.
Anschließend wurde es still um April. Die offizielle Website wurde 2009 vom Netz genommen.

## Musikstil
April ist musikalisch ein Stilgemisch aus mehreren härteren Stilen und irgendwo zwischen softeren Metalcore im Stile von Bullet for My Valentine und härterem Alternative Metal beziehungsweise Nu Metal anzusiedeln. Einflüsse kommen sowohl aus neuerem Thrash Metal, Alternative Rock und Emocore. Auch auf klassische Elemente, wie die Einbindung von Cello und Violine, wird insbesondere bei den Balladen zurückgegriffen.

## Diskografie
- 2007: Tidelines (Season of Mist/Spinefarm Records)
- 2008: Anthems for the Rejected (Spinefarm Records)